# Axel Witsel
Axel Laurent Angel Lambert Witsel (Luik, 12 januari 1989) is een Belgisch voetballer die tegenwoordig doorgaans als verdediger speelt. Sinds augustus 2025 staat hij onder contract bij Girona. Witsel debuteerde in 2008 voor de Rode Duivels, waarbij hij 130 caps, 12 goals en 8 assists verzamelde.
Witsel kan als verdedigende middenvelder en centrale verdediger uitgespeeld worden. In België brak hij door bij Standard Luik. Hij won er twee landstitels en ontving in 2008 de Gouden Schoen. In 2009 kwam hij negatief in de aandacht. Een tackle, die tegenspeler Marcin Wasilewski een dubbele open beenbreuk bezorgde, leverde Witsel een lange schorsing op. In 2011 stapte hij over naar Benfica, waar hij een vaste waarde werd. Van september 2012 tot januari 2017 maakte hij net als zijn landgenoot Nicolas Lombaerts deel uit van Zenit Sint-Petersburg. In januari 2017 tekende Witsel voor 3,5 seizoenen bij Tianjin Quanjian. Dit leverde hem heel wat kritiek op omdat het niveau van voetbal in China een stuk lager zou liggen en het hem vooral voor het riante loon te doen was. Na het succesvolle Wereldkampioenschap voetbal 2018 werd bekend dat Witsel voor vier seizoenen overstapte naar het Duitse Borussia Dortmund. In juli 2022 tekende hij een contract voor één seizoen bij Atlético Madrid, dat werd verlengd tot medio 2025. Daarna bleef hij in Spanje bij Girona waar hij een contract voor twee seizoenen kreeg.

## Carrière

### Jeugd
Witsel begon te voetballen toen hij vier was bij Vottem in de buurt van Luik. Toen hij zes was mocht hij spelen bij Wezet, waar hij twee jaar bleef. Op zijn negende ging hij naar het grote Standard Luik. Daar speelde hij bij alle jeugdteams. In 2005 werd hij als lid van de nationale ploeg min-16 ooit uitgeroepen tot speler van een toernooi in Kiev. Het jaar daarop speelde hij dan de finale van het EK voor min-17-jarigen, en ja, daarna stonden ze echt allemaal aan de deur. Arsenal wilde hem heel graag binnenhalen, Feyenoord ook, zelfs Real Madrid. Hij verkoos om in Luik te blijven. Toen hij 16 was werd hij profvoetballer.

### Standard Luik
In het seizoen 2006/07 maakte Witsel zijn debuut in de Jupiler League bij Standard Luik. Trainer Johan Boskamp kreeg onvoldoende spelers ter beschikking. Daarom haalde hij uit wanhoop twee Luikse jeugdspelers bij de A-kern. De ene heette Marouane Fellaini, de andere was Witsel. Axel Witsel was voor honderd procent opgeleid bij Standard. Met nauwelijks zeventien was hij nog wel erg jong om in troebele tijden voor de leeuwen te worden geworpen. Maar amper een half jaar later - talent kan niet wachten - debuteerde de jonge Luikenaar dan toch in het eerste elftal (hij was toen 17,5 jaar). Na een eerste match op FC Brussels breekt hij door in februari 2007, enkele maanden na Marouane Fellaini. Met hun tweeën staan ze symbool voor de bocht die Luciano D'Onofrio genomen heeft: meer aandacht voor de jeugd, culminerend in de Académie Robert Louis-Dreyfus. Witsel veroverde in geen tijd een basisplaats onder Boskamps opvolger Preud'homme en was sindsdien niet meer weg te denken uit het veelgeprezen middenveld van Standard. Op dat ogenblik was doorbreken voor (eigen) jeugd niet evident aangezien er bij Standard steevast gekozen werd voor oudere jongens en voor buitenlanders. Witsel oogstte roem om zijn veelzijdigheid - hij kon zowel links, rechts als centraal op het middenveld uit de voeten. Op zijn best kan Axel Witsel inderdaad worden gezien als de volmaakte synthese van jonge Belgische talenten als Steven Defour en Marouane Fellaini met wij hij vlug een vast onderdeel van het veelgeprezen middenveld vormde.
In het seizoen 2007/08 maakte hij deel uit van de ploeg die landskampioen werd. Het was historisch want Standard wachtte daar al 25 jaar op. Witsel werd dat seizoen ook verkozen verkozen tot Jonge Profvoetballer van het Jaar. Op 21 januari 2009 ontving hij op twintigjarige leeftijd de Gouden Schoen als beloning voor zijn prestaties in het kalenderjaar 2008. Hiermee was hij een van de jongste winnaars ooit. Enkel Paul Van Himst, als 17-jarige de jongste, Enzo Scifo, Vincent Kompany en Steven Defour waren nog jonger. Witsel had slechts 4 punten voorsprong op ploegmaat Milan Jovanovic. Dat leverde de Luikse middenvelder de interesse op van clubs als Real Madrid, Arsenal, Marseille, Bolton, Middlesbrough, Chelsea, Manchester City, Manchester United, Atlético Madrid, Galatasaray, Inter en Benfica. Het prijskaartje is al helemaal om tureluurs van te worden: € 25.000.000,- en meer, luidde het zelfs.
Onder Michel Preud’homme was Witsel op de flank begonnen, maar al onder László Bölöni verhuisde hij naar een centrale positie. Verdedigend kan hij zijn waarde hebben op de flank, maar aanvallend niet. Hij is geen speler die een defensie openbreekt. Hij speelde met Standard voor het tweede jaar op rij kampioen.
Op 30 augustus 2009, tijdens het duel Anderlecht-Standard, raakte Witsel in opspraak door een drieste overtreding met gestrekt been op Marcin Wasilewski. Het slachtoffer had een dubbele open beenbreuk en moest afgevoerd worden. Op 1 september besliste de Belgische Voetbalbond dat Witsel geschorst zou worden tot en met 23 november en een boete van €2.500,-. Dat waren elf speeldagen. Standard Luik ging echter in beroep, waarna Witsel strafvermindering kreeg. In plaats van elf speeldagen schorsing werd deze gereduceerd tot acht wedstrijden en een boete van €250,-. In Europees verband mocht Witsel wel spelen, dit omdat de KBVB de schorsing niet aan de FIFA en de UEFA voorlegde. Van de eerste zes in de uitslag zijn er maar liefst vijf van Standardsignatuur.
Omdat het gala van de Gouden Schoen door de krant Het Laatste Nieuws georganiseerd wordt, besloot de delegatie van Standard begin 2010 niet aanwezig te zijn tijdens het gala. De aanleiding hiervoor was een poll van de krant, die Witsel genomineerd had in de categorie Meest Verwerpelijke Persoon van het Jaar, omwille van het incident met Wasilewski.
Na de schorsing herpakte Witsel zich op sportief vlak. Hij ontpopte zich samen met Steven Defour tot leider op het middenveld bij Standard. Witsel maakte een geslaagde comeback door zich te laten opmerken door zijn balvastheid en infiltraties. Ook bij de Rode Duivels kon hij bevestigen, door in de vriendschappelijke interland tegen Finland de 1-0 te scoren. Hij gaf hier een vervolg aan door twee doelpunten in de EK-kwalificatiematch tegen Oostenrijk te scoren en drie dagen later een assist te geven tegen Azerbeidzjan.
Na een wisselvallig seizoen kon Standard zich in 2011 toch plaatsen voor Play-off I. Standard klom van de laatste plaats in Play-off I naar de tweede plaats. Standard won dat seizoen ook voor het eerst in 18 jaar de Beker van België. In de finale wonnen de Rouches van Westerlo met 2-0.

### Benfica

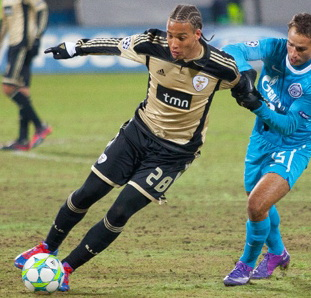
Witsel als speler van Benfica in een duel tegen zijn latere werkgever Zenit (15-02-2012).

Op 13 juli 2011 tekende Witsel een contract voor vijf seizoenen bij Benfica. De Portugese club betaalde een transfersom van € 8.000.000,-. Witsel verdiende bij Benfica jaarlijks € 1.200.000,-. Hij trad in de voetsporen van zijn ex-coach Michel Preud'homme, die in de jaren 90 ook voor Benfica uitkwam.
Op 12 augustus debuteerde Witsel tegen Gil Vicente. Hij mocht na 45 minuten invallen voor Pablo Aimar. Benfica speelde 2-2 gelijk. Op 24 augustus 2011 scoorde hij twee doelpunten in de kwalificatiewedstrijd voor de Champions League tegen FC Twente. Benfica won de wedstrijd met 3-1 en stootte uiteindelijk door tot de kwartfinale van het kampioenenbal. Zijn technische voetbal past wonderlijk goed in de Portugese competitie. Witsel groeide bij Benfica uit tot een vaste waarde en werd door zijn trainer Jorge Jesus geprezen om zijn polyvalentie en loopvermogen. Zo werd de Belgische middenvelder ook enkele keren ingezet als rechtsachter. Het is dankzij Benfica dat iedereen in Europa de naam Witsel kent. Zijn eerste competitiedoelpunt scoorde hij op 21 april 2012 tegen Braga. Op 15 april 2012 wint Witsel de Portugese Ligabeker. Voor Benfica was dit al de vierde keer op rij. Axel Witsel de hele wedstrijd op het middenveld. In de finale in het Estádio Cidade de Coimbra haalden ze het met 2-1 van Gil Vicente.
In dat seizoen bij Benfica toont Witsel dat hij klaar is voor een grote club. In mei 2012 werd Witsel door de Spaanse media aan Real Madrid en andere Europese topclubs gelinkt.
In één seizoen in Portugal speelde Witsel 49 keer in de hoofdmacht. Hierin scoorde hij vijf keer en was hij goed voor zes assists.

### Zenit Sint-Petersburg
Op 3 september 2012 tekende Witsel een contract voor vijf seizoenen bij Zenit Sint-Petersburg. Deze transfer was enigszins verrassend. De Russische club betaalde zo'n € 40.000.000,- (de opstapclause in zijn contract) voor zijn transfer. Hierdoor werd wordt samen met Eden Hazard (Chelsea) de duurste Belgische voetballer ooit. Witsel werd bij Zenit verenigd met zijn landgenoot Nicolas Lombaerts. Ook de Braziliaanse aanvaller Hulk maakte in de zomer van 2012 de overstap naar Zenit. Niet alleen de grote transfersom maar ook het hoge loon van zowel Witsel als Hulk zorgde voor ophef binnen het team (De twee verdienen er naar verluidt respectievelijk 3.500.000,- en 6.000.000,- per jaar). Ploegmaats als Igor Denisov en Aleksandr Kerzjakov vonden dat de twee buitenlanders te veel verdienden in vergelijking met de Russische spelers. De ophef die veroorzaakt werd door het hoge loon van Witsel leverde zelfs een reactie van Vladimir Poetin op. De Russische president, een supporter van Zenit, verdedigde de transfer van Witsel. Hoewel Kerzjakov zich al snel bij de zaak neerlegde, bleef aanvoerder Denisov kritiek uiten op het bestuur. De verdediger werd door Luciano Spalletti naar de B-kern verwezen. Pas toen hij eind oktober zijn excuses aanbood, keerde hij terug in het eerste elftal. Hij viel eigenlijk van het ene uiterste in het andere, van de Latijnse inslag naar een veel fysieker voetbal met slechts af en toe een persoonlijke flits. Hier krijgt hij te maken met spelers die van de eerste tot de laatste minuut knokken en niet aflaten. Niettemin heeft hij zich vrij snel geïntegreerd. 
Axel Witsel speelde op 14 september 2012 zijn eerste speelminuten bij zijn nieuwe club Zenit Sint-Petersburg, dat op de achtste speeldag in de Russische voetbalcompetitie tegen een 0-2 thuisnederlaag aanliep tegen Terek Grozny. Hij mocht in de 69e minuut invallen voor Zyryanov. Zijn eerste doelpunten maakt hij op 30 november 2012 tegen Spartak Moskou. De thuisploeg hield aan het einde nog negen spelers over. Axel Witsel was de matchwinnaar met twee goals (einduitslag 2-4). Ook tegen Grozny en Rostov vond Witsel het net. Door de slechte sfeer binnen de spelersgroep bleven de goede resultaten aanvankelijk uit. In de Champions League verloor Zenit in de groep van Anderlecht, AC Milan en Málaga de helft van zijn wedstrijden en wist het pas op de laatste speeldag een plaats in de Europa League af te dwingen. Zenit werd uiteindelijk in de 1/8e finale van de Europa League uitgeschakeld door FC Basel waarin Witsel wist te scoren. Zenit werd tweede na CSKA Moskou. Witsel speelde in zijn eerste seizoen 31 wedstrijden waarin hij vijf keer wist te scoren.
In 2015 werd Witsel kampioen met Zenit Sint-Petersburg. Op de 28e speeldag in de Russische Premier League speelde de club van Rode Duivels Axel Witsel en Nicolas Lombaerts gelijk (1-1) op het veld van FK Oefa, wat volstond voor de vijfde titel in de clubgeschiedenis. Tijdens de zomer van 2015 vonden er onderhandelingen plaats met Chelsea, Juventus en AC Milan. Bij Juventus moest hij Paul Pogba vervangen. De stugge houding van het Zenitbestuur bleek telkens een struikelblok. In juli 2015 won Witsel met Zenit de Russische SuperCup. In de finale haalde de landskampioen het na het nemen van strafschoppen met 4-2 van Bekerwinnaar Lokomotiv Moskou. Na 90 en 120 minuten stond er 1-1 op het scorebord in het Petrovski stadion.
In mei 2016 wint Zenit Sint-Petersburg voor een vierde keer in zijn geschiedenis de Russische beker. De troepen van André Villas-Boas waren een maatje te groot voor CSKA Moskou, het werd 4-1. Witsel stond in de basis en speelde een sterke partij. In juli 2016 wint Zenit voor de tweede maal op rij de Russische SuperCup. Witsel bleef tegen CSKA Moskou op de bank.
Witsel speelde 4,5 jaar bij Zenit. In die periode won hij slechts één titel (2015), één beker (2016) en twee Russische Supercup (2015 en 2016). In die vier jaar miste hij amper een wedstrijd voor Zenit. Hij droeg 180 keer het shirt en scoorde daarin 22 keer.
Axel Witsel en Nicolas Lombaerts werden begin 2020 opgenomen in het elftal van het decennium bij de Russische topclub Zenit Sint-Petersburg. In het elftal van het seizoen krijgen ze nog het gezelschap van onder andere Danny, Hulk, Andrey Arshavin en Artem Dzyuba.

### Tianjin Tianhai
Op 3 januari 2017 verkaste Axel Witsel naar China. Hij ging er spelen voor Tianjin Tianhai, dat hem een monstersalaris van € 18.000.000,- per jaar bood. Een veelvoud van wat hij nu opstreek bij Zenit. De transfer van Witsel naar China kwam op Nieuwjaarsdag in een stroomversnelling. Niet Shanghai SIPG, maar Tianjin Quanjian, de club van coach Fabio Cannavaro trok aan het langste eind. Hij ging er samenspelen met Brazilianen Luis Fabiano en Jádson. Witsel tekende er een contract van 3,5 seizoenen. Witsel stond vorige zomer nog heel dicht bij een transfer naar Juventus, maar op het laatste moment kwam er een kink in de kabel. Ook Bayern München hengelde onlangs naar zijn diensten. De keuze voor Tianjin was een aanbod dat hij niet kon weigeren. Met de transfer was ruim €20.000.000,- gemoeid, wat veel is voor een speler die in juni einde contract was. Witsel is de volgende in de rij topvoetballers die de oversteek maakt naar China. Eerder raakte ook al bekend dat de Braziliaan Oscar (naar Shanghai SIPG) en de Argentijn Carlos Tévez (naar Shanghai Shenhua) overstappen naar de Chinese Super League. Witsel wordt de tweede Belg ooit in dienst bij Tianjin Quanjian. Tussen 2010 en 2011 was Patrick De Wilde er hoofdcoach.
Witsel debuteerde tegen Guangzhou R&F met een 2-0 uitnederlaag. Op de tweede speeldag was hij meteen belangrijk voor zijn club. Tegen Shanghai Shenhua scoorde hij na 85 minuten met een knappe volley op een hoekschop. De partij eindigde op een 1-1 gelijkspel. Witsel speelde in zijn eerste seizoen in Chinese loondienst 29 wedstrijden waarin hij goed was voor vier doelpunten en drie assists.
In zijn tweede seizoen won Tianjin Quanjian op de eerste speeldag tegen met 0-4 bij Henan Jianye. De Rode Duivel nam in de toegevoegde tijd van de eerste helft het eerste doelpunt voor zijn rekening. Witsel was in een half seizoen goed voor twee doelpunten en één assist in 18 wedstrijden.
Voor Tianjin Tianhai speelde Witsel in 1,5 jaar 47 officiële wedstrijden, waarin hij goed was voor zes doelpunten en drie assists.

### Borussia Dortmund
Na een geslaagd WK met België had Witsel een aantal aantrekkelijke voorstellen uit Europa ontvangen. Maar de middenvelder had weinig zin in een terugkeer naar zijn Chinese club. Op 6 augustus 2018 wordt Witsel een speler van Borussia Dortmund. De Duitse traditieclub toonde zich bereid de vertrekclausule van € 20.000.000,- aan Tianjin Quanjian te betalen. Hij tekende in Duitsland een contract voor vier jaar. Witsel had alles in huis om het middenveld van Borussia te leiden: tactisch inzicht, snelheid, creativiteit, mentaliteit en een goeie tackle. Bij Dortmund verdiende hij naar verluidt € 10.000.000,- per jaar. Daarmee was hij de bestbetaalde speler uit de selectie van trainer Lucien Favre. Ook Manchester United en Napoli hengelden naar de diensten van Witsel.
Op 18 augustus 2018 maakte Witsel zijn debuut in de eerste ronde van de DFB-Pokal tegen tweedeklasser Greuther Fürth. Hij viel een kwartier voor tijd in voor Thomas Delaney toen Dortmund 1-0 in het krijt stond. Diep in blessuretijd ramde hij op voorzet van Marco Reus tegen de netten. De wedstrijd stevende af op verlengingen. Daarin maakte Dortmund het af met 1-2. Op 26 augustus 2018 debuteerde Witsel in de Bundesliga (seizoen 2018/2019). Witsel kreeg meteen zijn eerste basisplaats voor de Borussen in een topmatch tegen RB Leipzig. Vlak voor de rust scoorde Witsel zijn tweede doelpunt in evenveel wedstrijden voor Dortmund. De wedstrijd eindigde op een 4-1 overwinning. Op 24 oktober 2018 scoorde Witsel zijn derde goal in Duitse loondienst, dit keer in de eerste voorronde van de Champions League tegen Atlético Madrid. De wedstrijd eindigde op 4-0. Op 19 januari 2019 was Witsel weer beslissend met zijn vierde doelpunt voor Borussia in de topper tegen RB Leipzig. Dit keer met een bangelijke streep via de onderkant van de lat. Zijn goal was belangrijk want deze zorgde voor de 0-1 overwinning. Een week later scoorde hij voor de tweede week op rij voor Dortmund. Met een knap afstandsschot in de 90e minuut zorgde hij mee voor in ruime zege tegen Hannover 96. De wedstrijd eindigde op 5-1. In januari 2019 scoorde hij zijn vijfde goal tegen Union Berlin. Twee keer per jaar pakt het Duitse weekblad Kicker uit met een ranglijst van het Duitse voetbal. Opvallend was de prominente rol die daarbij was weggelegd voor Axel Witsel en Thorgan Hazard. Witsel stond tot dan in alle competitiewedstrijden aan de aftrap, ofschoon Borussia over een brede kern beschikt. In de derby tegen Schalke 04 moest Dortmund, ondanks een doelpunt van Witsel (zijn zesde voor de geel-zwarthemden), zich gewonnen geven. Axel Witsel en co verloren met 2-4 en eindigden de match met negen spelers.
Het eerste seizoen speelde Witsel bijna alle competitiewedstrijden in de basis. Hij miste slechts één wedstrijd door een blessure. In 33 wedstrijden was hij goed voor vier doelpunten en één assist. In de Champions League stond hij zeven keer in de basis en scoorde hij één keer. In de beker speelde hij drie wedstrijden, goed voor één doelpunt. Met Dortmund werd hij vice kampioen op slechts twee punten van Bayern München.
Op 3 augustus 2019 veroverde Witsel zijn eerste prijs in Duitse loondienst. Borussia Dortmund verraste landskampioen Bayern München in de Duitse Supercup door met 2-0 te winnen. Axel Witsel speelde de hele partij mee. Op de openingsspeeldag van de Bundesliga 2019/20, was Witsel met twee assists meteen beslissend in de 5-1 overwinning tegen Augsburg. Op de vijfde speeldag, op 22 september, was Witsel goed voor één goal en één assist tegen Eintracht Frankfurt. Dortmund kwam niet verder dan 2-2. Twee speeldagen later zorgde hij met een wereldgoal tegen SC Freiburg opnieuw voor een 2-2 gelijkspel. Thorgan Hazard zorgde voor de assist. Op de twaalfde speeldag kwamen de Borussen op eigen veld niet verder dan een 3-3 gelijkspel tegen Bundesliga-dwerg SC Paderborn 07. Witsel scoorde de 2-3.
Witsel werd voor de tweede maal op rij vicekampioen na Bayern. Hij speelde in zijn tweede seizoen 39 wedstrijden voor Dortmund waarin hij goed was voor vier doelpunten en vijf assists.
Op 30 september 2020 verloor Witsel met Dortmund in de Duitse Supercup met 3-2. Axel Witsel startte op de bank. In het seizoen 2020/21 begon goed voor Witsel. Hij stond telkens in de basis. Op de 15e speeldag moest Witsel tegen Leipzig na 28 minuten het veld verlaten. Zonder een tegenstander in de buurt zakte hij door zijn benen. Het is hoogstwaarschijnlijk zo dat er voordien al een ontsteking door overbelasting op die achillespees zat. Hierdoor is die achillespees gescheurd. Er werd aanvankelijk gedacht dat hij een maand of acht zou moeten revalideren om topfit te zijn. Een kleine vijf maanden later staat Witsel al klaar om zijn combeback te maken op het EK 2020. Straf na zo’n zware blessure. Witsel scoorde dit seizoen één goal. In de Champions League werd Borussia Dortmund groepswinnaar dankzij de winning goal van Axel Witsel tegen zijn ex-ploeg Zenit Sint-Petersburg (1-2).
Op 13 mei 2021 wint Dortmund de Duitse beker tegen Leipzig met 4-1. Meteen de tweede prijs in Duitse loondienst voor Witsel die ontbrak door een zware blessure. In zijn derde seizoen was Witsel goed voor 22 wedstrijden waarin hij één keer scoorde.
Op 17 augustus 2021 speelde Dortmund voor de derde keer op rij de Duitse Supercup. Witsel startte in de basis en werd als centrale verdediger uitgespeeld. Dortmund ging met 1-3 de boot in.
 In het seizoen 2021/22 speelde Witsel regelmatig. Hij stond 22 keer in de basis en viel 7 keer in. Hierin was twee keer beslissend. Op 16 maart 2022 kroonde hij zich tegen Mainz tot matchwinnaar door in de 87e minuut de bal binnen te werken. Het was zijn allereerste goal van het seizoen. Op 16 april deed hij opnieuw zijn duid in het zakje in de 6-1 mosterzege tegen Wolfsburg. In mei raakte bekend dat er geen verlengd verblijf voor Witsel in zat bij de Duitse topclub Borussia Dortmund. Op de 34e speeldag neemt Witsel afscheid van Dortmund met een 2-1 thuisoverwinning tegen Hertha Berlijn. Hij werd in de 83e minuut met een applausvervanging naar de kant gehaald voor Youssoufa Moukoko, zijn gedoodverfde opvolger. Voor Witsel komt er zo een einde aan vier seizoenen bij de ‘eeuwige nummer twee’ in de Bundesliga.
In vier jaar Dortmund was Witsel goed voor in totaal 145 wedstrijden waarin hij 13 keer trefzeker was en 5 assists uitdeelde.

### Atlético Madrid
Op 6 juni 2022 tekende Alex Witsel een éénjarig contract (met optie) bij Atlético Madrid dat hem transfervrij overnam, nadat Borussia Dortmund zijn contract niet verlengde. Eén van de redenen van zijn overstap was coach Diego Simeone die Witsel al volgde sinds 2013, toen Zenit op bezoek kwam in het (toen nog) Vicente Calderón stadion. Ook het Franse Marseille toonde stevige interesse. Bij Atlético werd hij ploegmaat van landgenoot Yannick Carrasco. Hij moet op het Madrileense middenveld de concurrentie aangaan met Koke, Geoffrey Kondogbia, Marcos Llorente en ook nog eens Saúl die terugkeerde van Chelsea. Witsel kan ook centraal in de verdediging uit de voeten. Met zijn ervaring en coachbaarheid is hij een enorm pluspunt. Witsel kan de troepen van Diego Simeone de nodige ervaring en ook evenwicht bijbrengen.
Op de eerste speeldag van de Primera Division stond Witsel meteen in het basiselftal tegen Getafe. Hij speelde als centrale verdediger in een driemans defensie. Atlético sloot de wedstrijd met een 0-3-zege af. Hij maakte een geslaagd debuut. 33 jaar en 215 dagen was Witsel op de dag van zijn eerste wedstrijd voor Atletico Madrid. In het verleden waren enkel Jorge Otero en Luis Suarez ouder toen ze voor het eerst het rood en wit van Atlético aantrokken. Bij Atlético schoof Witsel een rijtje achteruit en verliet hij zijn vertrouwde positie als verdedigende middenvelder voor een plekje in het hart van de defensie. Hierin groeide hij snel uit tot een sterkhouder. Witsel werd in september bij Atletico meteen beloond met de trofee voor 'Speler van de Maand' in augustus. Hij stond telkens in de basis. Vervolgens wist hij opnieuw zijn favoriete positie op het middenveld af te dwingen, terwijl hij af en toe bleef helpen in de verdediging.
Ondanks dat hij prima aan het seizoen begon bij zijn nieuwe ploeg Atletico Madrid, kreeg Axel Witsel in de tweede seizoenshelft steeds minder minuten. Sinds 21 januari maakte hij geen deel meer uit van de vaste basiself, terwijl hij voordien 14 keer als basisspeler aan een wedstrijd begon. In februari kwam hij opgeteld slechts aan 37 speelminuten. Door een steeds groter wordende kern mocht Witsel minder frequent starten. Hij werd het slachtoffer van de snelle uitschakeling in de Champions League en de Copa del Rey. Het verblijf van de Luikenaar werd automatisch verlengd op basis van een clausule in zijn contract. Dat was ook de wens van zijn Argentijnse coach. Op het einde van het seizoen was hij telkens basisspeler. Hij speelde uiteindelijk in 33 van de 38 competitiewedstrijden waarin hij niet kon scoren
In zijn tweede seizoen startte Witsel telkens als basisspeler. 57 wedstrijden speelde hij voor Atlético Madrid zonder te scoren. Op 14 november 2023 scoorde Witsel tegen Villareal zijn eerste doelpunt ooit voor Atlético (3-1 overwinning). Toeval of niet, ook in de terugwedstrijd was het raak. Op 1 april 2024 zijn tweede doelpunt voor zijn Spaanse club (1-2 overwinning).
Witsel verbaasde vriend en vijand bij Atlético Madrid. Er was geen veldspeler in La Liga die meer minuten speelde dan de 35-jarige Luikenaar. Met 2.781 speelminuten en 35 wedstrijden op de teller, is hij de veldspeler die het vaakst in actie kwam. Onder Simeone ontpopte de gewezen defensieve middenvelder zich als een uitstekende centrale verdediger. Witsel speelde in zijn tweede seizoen in Spaanse loondienst 51 wedstrijden. Hij scoorde ook zijn eerste twee doelpunten voor Atlético. In juni 2024 kreeg hij een contractverlenging van één jaar.
In zijn derde seizoen speelde Witsel 22 matchen voor Atletico waarin hij één keer wist te scoren. Na drie jaar in rood-witte dienst zet hij een punt achter zijn hoofdstuk in de Spaanse hoofdstad. In totaal speelde hij 82 competitiewedstrijden voor Atlético, waarin hij twee keer scoorde. Witsel wisselde vaak tussen de bank en de basiself, maar bleef de laatste maanden toch vooral aan de zijlijn staan. Zijn contract liep eind juni 2025 af en werd niet meer verlengd.

### Girona FC
Op 12 augustus 2025 tekende de 36-jarige Witsel een contract voor twee seizoenen bij de Spaanse eersteklasser Girona FC.

## Statistieken
| Seizoen     | Club                  | Land               | Competitie         | Competitie | Competitie | Beker | Beker | Internat. | Internat. | Totaal | Totaal |
| Seizoen     | Club                  | Land               | Competitie         | Wed.       | Dlp.       | Wed.  | Dlp.  | Wed.      | Dlp.      | Wed.   | Dlp.   |
| ----------- | --------------------- | ------------------ | ------------------ | ---------- | ---------- | ----- | ----- | --------- | --------- | ------ | ------ |
| 2006/07     | Standard Luik         | Vlag van België    | Jupiler Pro League | 16         | 2          | 5     | 1     | 1         | 0         | 22     | 3      |
| 2007/08     | Standard Luik         | Vlag van België    | Jupiler Pro League | 33         | 7          | 6     | 1     | 3         | 2         | 42     | 10     |
| 2008/09     | Standard Luik         | Vlag van België    | Jupiler Pro League | 35         | 8          | 1     | 0     | 10        | 1         | 46     | 9      |
| 2009/10     | Standard Luik         | Vlag van België    | Jupiler Pro League | 27         | 6          | 2     | 2     | 12        | 3         | 41     | 11     |
| 2010/11     | Standard Luik         | Vlag van België    | Jupiler Pro League | 37         | 10         | 6     | 2     | —         | —         | 43     | 12     |
| Club Totaal | Club Totaal           | Club Totaal        | Club Totaal        | 148        | 33         | 20    | 6     | 26        | 6         | 194    | 45     |
| 2011/12     | SL Benfica            | Vlag van Portugal  | Liga ZON Sagres    | 29         | 1          | 6     | 2     | 14        | 2         | 49     | 5      |
| 2012/13     | SL Benfica            | Vlag van Portugal  | Liga ZON Sagres    | 3          | 0          | 0     | 0     | 0         | 0         | 3      | 0      |
| Club Totaal | Club Totaal           | Club Totaal        | Club Totaal        | 32         | 1          | 6     | 2     | 14        | 2         | 52     | 5      |
| 2012/13     | Zenit Sint-Petersburg | Vlag van Rusland   | Premjer-Liga       | 19         | 4          | 3     | 0     | 9         | 1         | 31     | 5      |
| 2013/14     | Zenit Sint-Petersburg | Vlag van Rusland   | Premjer-Liga       | 30         | 4          | 2     | 0     | 11        | 0         | 43     | 4      |
| 2014/15     | Zenit Sint-Petersburg | Vlag van Rusland   | Premjer-Liga       | 28         | 4          | 1     | 0     | 13        | 2         | 42     | 6      |
| 2015/16     | Zenit Sint-Petersburg | Vlag van Rusland   | Premjer-Liga       | 29         | 3          | 5     | 2     | 7         | 1         | 41     | 6      |
| 2016/17     | Zenit Sint-Petersburg | Vlag van Rusland   | Premjer-Liga       | 16         | 1          | 1     | 0     | 6         | 0         | 23     | 1      |
| Club Totaal | Club Totaal           | Club Totaal        | Club Totaal        | 122        | 16         | 12    | 2     | 46        | 4         | 180    | 22     |
| 2017        | Tianjin Quanjian      | Vlag van China     | Super League       | 27         | 4          | 2     | 0     | 0         | 0         | 29     | 4      |
| 2018        | Tianjin Quanjian      | Vlag van China     | Super League       | 9          | 1          | 1     | 1     | 8         | 0         | 18     | 2      |
| Club Totaal | Club Totaal           | Club Totaal        | Club Totaal        | 36         | 5          | 3     | 1     | 8         | 0         | 47     | 6      |
| 2018/19     | Borussia Dortmund     | Vlag van Duitsland | Bundesliga         | 33         | 4          | 3     | 1     | 7         | 1         | 43     | 6      |
| 2019/20     | Borussia Dortmund     | Vlag van Duitsland | Bundesliga         | 28         | 4          | 4     | 0     | 7         | 0         | 39     | 4      |
| 2020/21     | Borussia Dortmund     | Vlag van Duitsland | Bundesliga         | 15         | 0          | 2     | 0     | 5         | 1         | 22     | 1      |
| 2021/22     | Borussia Dortmund     | Vlag van Duitsland | Bundesliga         | 29         | 2          | 3     | 0     | 8         | 0         | 40     | 2      |
| Club Totaal | Club Totaal           | Club Totaal        | Club Totaal        | 105        | 10         | 12    | 1     | 27        | 2         | 144    | 13     |
| 2022/23     | Atlético Madrid       | Vlag van Spanje    | Primera División   | 33         | 0          | 4     | 0     | 6         | 0         | 43     | 0      |
| 2023/24     | Atlético Madrid       | Vlag van Spanje    | Primera División   | 35         | 2          | 6     | 0     | 10        | 0         | 51     | 2      |
| 2024/25     | Atlético Madrid       | Vlag van Spanje    | Primera División   | 14         | 0          | 3     | 0     | 5         | 1         | 22     | 1      |
| Club Totaal | Club Totaal           | Club Totaal        | Club Totaal        | 82         | 2          | 13    | 0     | 21        | 1         | 116    | 3      |
| 2025/26     | Girona                | Vlag van Spanje    | Primera División   | 0          | 0          | 0     | 0     | 0         | 0         | 0      | 0      |
| Club Totaal | Club Totaal           | Club Totaal        | Club Totaal        | 0          | 0          | 0     | 0     | 0         | 0         | 0      | 0      |
| TOTAAL      | TOTAAL                | TOTAAL             | TOTAAL             | 525        | 67         | 66    | 12    | 142       | 15        | 733    | 94     |

Laatst bijgewerkt op 13 augustus 2025.

## Nationale ploeg
Witsel werd in maart 2008 voor het eerst opgeroepen door bondscoach René Vandereycken voor de Belgische nationale ploeg. Amper 2,5 jaar na zijn debuut bij Standard werd hij al Rode Duivel. Op 26 maart 2008 maakte hij zijn internationaal debuut in een vriendschappelijke wedstrijd tegen Marokko. Hij verving bij de rust Stijn De Smet. Na amper vijf minuten op het veld kopte Witsel bij zijn debuut meteen de 1-2 binnen. De wedstrijd werd uiteindelijk met 1-4 verloren. Op 1 april 2009, zijn 9e cap, werd Witsel tijdens de wedstrijd tegen Bosnië en Herzegovina uitgesloten na een gevaarlijke overtreding. De FIFA schorste hem vervolgens voor vier interlands en gaf hem een boete van €5.000,-. De wedstrijd werd met 2-1 verloren.
Op 25 maart 2011, in zijn 17e cap, een interland tegen Oostenrijk maakte Witsel beide doelpunten in de 0-2-overwinning. Hiermee leidde hij de wedergeboorte van de nationale ploeg in. Enkele maanden later, in zijn 19e cap miste Witsel een belangrijke strafschop in de interland tegen Turkije, waardoor België op 1-1 bleef steken. Hierdoor was de droom van het EK 2012 weg.

#### WK 2014 Brazilië
De Rode Duivels kwalificeerden zich met Axel Witsel voor het WK van 2014 in Brazilië. Het was het eerste grote toernooi waarvoor België zich kwalificeerde sinds het WK van 2002. Witsel stond in de basis in vier van de vijf wedstrijden die de Rode Duivels speelden tot hun uitschakeling in de kwartfinale tegen de uiteindelijke finalist Argentinië.

#### EK 2016 Frankrijk
Op EURO 2016 speelde Witsel elke minuut voor België, dat opnieuw in de kwartfinale werd uitgeschakeld, ditmaal door Wales. Witsel scoorde de 2-0 in de groepswedstrijd tegen Ierland. Het was zijn eerste doelpunt voor de nationale ploeg sinds 2011.

#### WK 2018 Rusland
Na het Europees kampioenschap kregen de Belgen een nieuwe bondscoach: Roberto Martínez. Onder hem bleef België ongeslagen in de kwalificatie voor het WK 2018. Witsel was een belangrijke pion voor Martinez. Op het WK speelde Witsel zes van de zeven wedstrijden. België werd uiteindelijk derde door in de troostfinale Engeland te kloppen met 2-0.
Zijn jubileumwedstrijd (100 caps) maakte Witsel op 18 november 2018 tegen IJsland. Hiermee was hij na Jan Vertonghen de tweede Rode Duivel die toetrad tot 'Club van 100'.

#### EK 2020
Op 17 mei 2021 werd Witsel door Roberto Martínez geselecteerd voor het EK 2020. In de derde groepswedstrijd stond Witsel voor het eerst in de basis tegen Finland, nadat hij maandenlang moest revalideren van een zware blessure. Ook in de twee daaropvolgende wedstrijden, de achtste finale tegen Portugal en de kwartfinale tegen Italië kreeg hij het vertrouwen.

#### WK 2022 Qatar

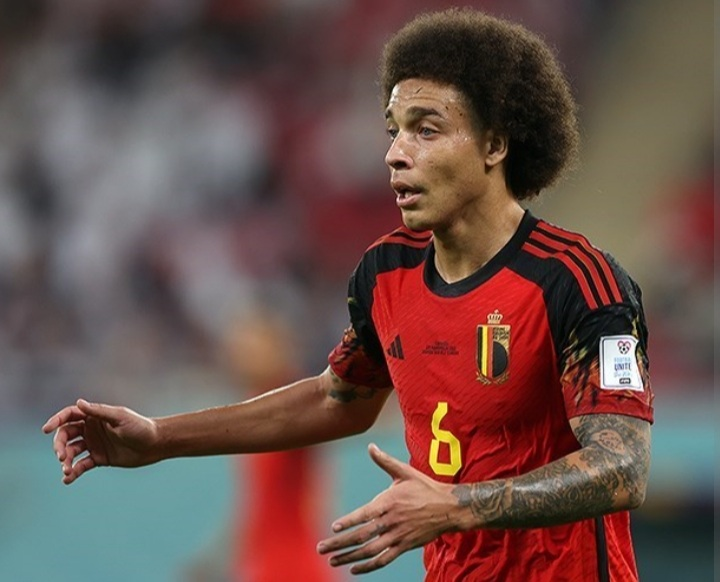
Axel Witsel op het WK 2022 in Qatar

Witsel zat in de selectie van het WK 2022 in Qatar. Hij speelde mee in de drie wedstrijden van België, dat werd uitgeschakeld in de groepsfase.
Op 12 mei 2023 kondigde Witsel op Instagram zijn afscheid voor de Rode Duivels aan. De match tegen Kroatië op het WK 2022 was daarmee zijn laatste interland. In totaal kwam Witsel 130 keer uit voor de Rode Duivels.

#### EK 2024 Duitsland
Op vraag van Belgisch bondscoach Domenico Tedesco kwam Witsel terug op zijn beslissing om te stoppen bij de nationale ploeg. Hij werd eind mei 2024 opgenomen in de selectie voor deelname aan het Europees kampioenschap in Duitsland. Door een blessure aan de lies kwam Witsel niet in actie op het EK.

## Interlands
| Interlands van Axel Witsel           | Interlands van Axel Witsel   | Interlands van Axel Witsel     | Interlands van Axel Witsel   | Interlands van Axel Witsel               | Interlands van Axel Witsel   |
| №                                    | Datum                        | Wedstrijd                      | Uitslag                      | Soort Wedstrijd                          | Doelpunten                   |
| Als speler bij Standard Luik         | Als speler bij Standard Luik | Als speler bij Standard Luik   | Als speler bij Standard Luik | Als speler bij Standard Luik             | Als speler bij Standard Luik |
| ------------------------------------ | ---------------------------- | ------------------------------ | ---------------------------- | ---------------------------------------- | ---------------------------- |
| 1.                                   | 26 maart 2008                | België – Marokko               | 1 – 4                        | Vriendschappelijk                        | 50'                          |
| 2.                                   | 30 mei 2008                  | Italië – België                | 3 – 1                        | Vriendschappelijk                        | -                            |
| 3.                                   | 20 augustus 2008             | Duitsland – België             | 2 – 0                        | Vriendschappelijk                        | -                            |
| 4.                                   | 6 september 2008             | België – Estland               | 3 – 2                        | WK-kwalificatie 2010                     | -                            |
| 5.                                   | 10 september 2008            | Turkije – België               | 1 – 1                        | WK-kwalificatie 2010                     | -                            |
| 6.                                   | 11 oktober 2008              | België – Armenië               | 2 – 0                        | WK-kwalificatie 2010                     | -                            |
| 7.                                   | 15 oktober 2008              | België – Spanje                | 1 – 2                        | WK-kwalificatie 2010                     | -                            |
| 8.                                   | 11 februari 2009             | België – Slovenië              | 2 – 0                        | Vriendschappelijk                        | -                            |
| 9.                                   | 1 april 2009                 | Bosnië en Herzegovina – België | 2 – 1                        | WK-kwalificatie 2010                     | -                            |
| 10.                                  | 17 november 2009             | Qatar – België                 | 0 – 2                        | Vriendschappelijk                        | 20'                          |
| 11.                                  | 3 maart 2010                 | België – Kroatië               | 0 – 1                        | Vriendschappelijk                        | -                            |
| 12.                                  | 11 augustus 2010             | Finland – België               | 1 – 0                        | Vriendschappelijk                        | -                            |
| 13.                                  | 7 september 2010             | Turkije – België               | 3 – 2                        | EK-kwalificatie 2012                     | -                            |
| 14.                                  | 8 oktober 2010               | Kazachstan – België            | 0 – 2                        | EK-kwalificatie 2012                     | -                            |
| 15.                                  | 12 oktober 2010              | België – Oostenrijk            | 4 – 4                        | EK-kwalificatie 2012                     | -                            |
| 16.                                  | 09 februari 2011             | België – Finland               | 1 – 1                        | Vriendschappelijk                        | 61'                          |
| 17.                                  | 25 maart 2011                | Oostenrijk – België            | 0 – 2                        | EK-kwalificatie 2012                     | 6' 50'                       |
| 18.                                  | 29 maart 2011                | België – Azerbeidzjan          | 4 – 1                        | EK-kwalificatie 2012                     | -                            |
| 19.                                  | 3 juni 2011                  | België – Turkije               | 1 – 1                        | EK-kwalificatie 2012                     | -                            |
| Als speler bij SL Benfica            |                              |                                |                              |                                          |                              |
| 20.                                  | 10 augustus 2011             | Slovenië – België              | 0 – 0                        | Vriendschappelijk                        | -                            |
| 21.                                  | 02 september 2011            | Azerbeidzjan – België          | 1 – 1                        | EK-kwalificatie 2012                     | -                            |
| 22.                                  | 06 september 2011            | België – Verenigde Staten      | 1 – 0                        | Vriendschappelijk                        | -                            |
| 23.                                  | 07 oktober 2011              | België – Kazachstan            | 4 – 1                        | EK-kwalificatie 2012                     | -                            |
| 24.                                  | 11 oktober 2011              | Duitsland – België             | 3 – 1                        | EK-kwalificatie 2012                     | -                            |
| 25.                                  | 11 november 2011             | België – Roemenië              | 2 – 1                        | Vriendschappelijk                        | -                            |
| 26.                                  | 15 november 2011             | Frankrijk – België             | 0 – 0                        | Vriendschappelijk                        | -                            |
| 27.'                                 | 29 februari 2012             | Griekenland – België           | 1 – 1                        | Vriendschappelijk                        | -                            |
| 28.                                  | 25 mei 2012                  | België – Montenegro            | 2 – 2                        | Vriendschappelijk                        | -                            |
| 29.                                  | 2 juni 2012                  | Engeland – België              | 1 – 0                        | Vriendschappelijk                        | -                            |
| 30.                                  | 15 augustus 2012             | België – Nederland             | 4 – 2                        | Vriendschappelijk                        | -                            |
| Als speler bij Zenit Sint-Petersburg |                              |                                |                              |                                          |                              |
| 31.                                  | 7 september 2012             | Wales – België                 | 0 – 2                        | WK-Kwalificatie 2014                     | -                            |
| 32.                                  | 11 september 2012            | België – Kroatië               | 1 – 1                        | WK-Kwalificatie 2014                     | -                            |
| 33.                                  | 12 oktober 2012              | Servië – België                | 0 – 3                        | WK-Kwalificatie 2014                     | -                            |
| 34.                                  | 16 oktober 2012              | België – Schotland             | 2 – 0                        | WK-Kwalificatie 2014                     | -                            |
| 35.                                  | 14 november 2012             | Roemenië – België              | 2 – 1                        | Vriendschappelijk                        | -                            |
| 36.                                  | 06 februari 2013             | België – Slowakije             | 2 – 1                        | Vriendschappelijk                        | -                            |
| 37.                                  | 22 maart 2013                | Macedonië – België             | 0 – 2                        | WK-kwalificatie 2014                     | -                            |
| 38.                                  | 26 maart 2013                | België – Macedonië             | 1 – 0                        | WK-kwalificatie 2014                     | -                            |
| 39.                                  | 07 juni 2013                 | België – Servië                | 2 – 1                        | WK-kwalificatie 2014                     | -                            |
| 40.                                  | 14 augustus 2013             | België – Frankrijk             | 0 – 0                        | Vriendschappelijk                        | -                            |
| 41.                                  | 06 september 2013            | Schotland – België             | 0 – 2                        | WK-kwalificatie 2014                     | -                            |
| 42.                                  | 11 oktober 2013              | Kroatië – België               | 1 – 2                        | WK-kwalificatie 2014                     | -                            |
| 43.                                  | 15 oktober 2013              | België – Wales                 | 1 – 1                        | WK-kwalificatie 2014                     | -                            |
| 44.                                  | 14 november 2013             | België – Colombia              | 0 – 2                        | Vriendschappelijk                        | -                            |
| 45.                                  | 19 november 2013             | België – Japan                 | 2 – 3                        | Vriendschappelijk                        | -                            |
| 46.                                  | 5 maart 2014                 | België – Ivoorkust             | 2 – 2                        | Vriendschappelijk                        | -                            |
| 47.                                  | 26 mei 2014                  | België – Luxemburg             | 5 – 1                        | Vriendschappelijk                        | -                            |
| 48.                                  | 1 juni 2014                  | Zweden – België                | 0 – 2                        | Vriendschappelijk                        | -                            |
| 49.                                  | 7 juni 2014                  | België – Tunesië               | 1 – 0                        | Vriendschappelijk                        | -                            |
| 50.                                  | 17 juni 2014                 | Algerije – België              | 1 – 2                        | WK 2014 groepsfase                       | -                            |
| 51.                                  | 22 juni 2014                 | België – Rusland               | 1 – 0                        | WK 2014 groepsfase                       | -                            |
| 52.                                  | 1 juli 2014                  | Verenigde Staten – België      | 2 – 1                        | WK 2014 achtste finale                   | -                            |
| 53.                                  | 5 juli 2014                  | Argentinië – België            | 1 – 0                        | WK 2014 kwartfinale                      | -                            |
| 54.                                  | 4 september 2014             | België – Australië             | 2 – 0                        | Vriendschappelijk                        | 77'                          |
| 55.                                  | 12 november 2014             | België – IJsland               | 3 – 1                        | Vriendschappelijk                        | -                            |
| 56.                                  | 16 november 2014             | België – Wales                 | 0 – 0                        | EK-kwalificatie 2016                     | -                            |
| 57.                                  | 28 maart 2015                | België – Cyprus                | 5 – 0                        | EK-kwalificatie 2016                     | -                            |
| 58.                                  | 31 maart 2015                | Israël – België                | 0 – 1                        | EK-kwalificatie 2016                     | -                            |
| 59.                                  | 7 juni 2015                  | Frankrijk – België             | 3 – 4                        | Vriendschappelijk                        | -                            |
| 60.                                  | 12 juni 2015                 | Wales – België                 | 1 – 0                        | EK-kwalificatie 2016                     | -                            |
| 61.                                  | 3 september 2015             | België – Bosnië en Herzegovina | 3 – 1                        | EK-kwalificatie 2016                     | -                            |
| 62.                                  | 3 september 2015             | Cyprus – België                | 0 – 1                        | EK-kwalificatie 2016                     | -                            |
| 63.                                  | 3 september 2015             | Andorra – België               | 1 – 4                        | EK-kwalificatie 2016                     | -                            |
| 64.                                  | 3 september 2015             | België – Israël                | 3 – 1                        | EK-kwalificatie 2016                     | -                            |
| 65.                                  | 12 november 2015             | België – Italië                | 3 – 1                        | Vriendschappelijk                        | -                            |
| 66.                                  | 29 maart 2016                | Portugal – België              | 2 – 1                        | Vriendschappelijk                        | -                            |
| 67.                                  | 28 mei 2016                  | Zwitserland – België           | 1 – 2                        | Vriendschappelijk                        | -                            |
| 68.                                  | 1 juni 2016                  | België – Finland               | 1 – 1                        | Vriendschappelijk                        | -                            |
| 69.                                  | 5 juni 2016                  | België – Noorwegen             | 3 – 2                        | Vriendschappelijk                        | -                            |
| 70.                                  | 13 juni 2016                 | België – Italië                | 0 – 2                        | EK 2016                                  | -                            |
| 71.                                  | 18 juni 2016                 | België – Ierland               | 3 – 0                        | EK 2016                                  | 61'                          |
| 72.                                  | 22 juni 2016                 | Zweden – België                | 0 – 1                        | EK 2016                                  | -                            |
| 73.                                  | 26 juni 2016                 | Hongarije – België             | 0 – 4                        | EK 2016                                  | -                            |
| 74.                                  | 1 juli 2016                  | Wales – België                 | 3 – 1                        | EK 2016                                  | -                            |
| 75.                                  | 1 september 2016             | België – Spanje                | 0 – 2                        | Vriendschappelijk                        | -                            |
| 76.                                  | 6 september 2016             | Cyprus – België                | 0 – 3                        | Kwalificatie WK 2018                     | -                            |
| 77.                                  | 7 oktober 2016               | België – Bosnië en Herzegovina | 4 – 0                        | Kwalificatie WK 2018                     | -                            |
| 78.                                  | 10 oktober 2016              | Gibraltar – België             | 0 – 6                        | Kwalificatie WK 2018                     | 19'                          |
| 79.                                  | 9 november 2016              | Nederland – België             | 1 – 1                        | Vriendschappelijk                        | -                            |
| 80.                                  | 13 november 2016             | België – Estland               | 8 – 1                        | Kwalificatie WK 2018                     | -                            |
| Als speler bij Tianjin Quanjian      |                              |                                |                              |                                          |                              |
| 81.                                  | 25 maart 2017                | België – Griekenland           | 1 – 1                        | Kwalificatie WK 2018                     | -                            |
| 82.                                  | 28 maart 2017                | Rusland – België               | 3 – 3                        | Vriendschappelijk                        | -                            |
| 83.                                  | 9 juni 2017                  | Estland – België               | 0 – 2                        | Kwalificatie WK 2018                     | -                            |
| 84.                                  | 31 augustus 2017             | België – Gibraltar             | 9 – 0                        | Kwalificatie WK 2018                     | 27'                          |
| 85.                                  | 10 oktober 2017              | België – Cyprus                | 4 – 0                        | Kwalificatie WK 2018                     | -                            |
| 86.                                  | 10 november 2017             | België – Mexico                | 3 – 3                        | Vriendschappelijk                        | -                            |
| 87.                                  | 14 november 2017             | België – Japan                 | 1 – 0                        | Vriendschappelijk                        | -                            |
| 88.                                  | 27 maart 2018                | België – Saoedi-Arabië         | 4 – 0                        | Vriendschappelijk                        | -                            |
| 89.                                  | 6 juni 2018                  | België – Egypte                | 3 – 0                        | Vriendschappelijk                        | -                            |
| 90.                                  | 11 juni 2018                 | België – Costa Rica            | 4 – 1                        | Vriendschappelijk                        | -                            |
| 91.                                  | 18 juni 2018                 | België – Panama                | 3 – 0                        | WK 2018 groepsfase                       | -                            |
| 92.                                  | 23 juni 2018                 | België – Tunesië               | 5 – 2                        | WK 2018 groepsfase                       | -                            |
| 93.                                  | 2 juli 2018                  | België – Japan                 | 3 – 2                        | WK 2018 achtste finale                   | -                            |
| 94.                                  | 6 juli 2018                  | Brazilië – België              | 1 – 2                        | WK 2018 kwartfinale                      | -                            |
| 95.                                  | 10 juli 2018                 | Frankrijk – België             | 1 – 0                        | WK 2018 halve finale                     | -                            |
| 96.                                  | 14 juli 2018                 | België – Engeland              | 2 – 0                        | WK 2018 troostfinale                     | -                            |
| Als speler bij Borussia Dortmund     |                              |                                |                              |                                          |                              |
| 97.                                  | 11 september 2018            | IJsland – België               | 0 – 3                        | UEFA Nations League 2018/19              | -                            |
| 98.                                  | 12 oktober 2018              | België – Zwitserland           | 2 – 1                        | UEFA Nations League 2018/19              | -                            |
| 99.                                  | 16 oktober 2018              | Nederland – België             | 1 – 1                        | Vriendschappelijk                        | -                            |
| 100.                                 | 15 november 2018             | België – IJsland               | 2 – 0                        | UEFA Nations League 2018/19              | -                            |
| 101.                                 | 18 november 2018             | Zwitserland – België           | 5 – 2                        | UEFA Nations League 2018/19              | -                            |
| 102.                                 | 8 juni 2018                  | België – Kazachstan            | 3 – 0                        | Kwalificatie EK 2020                     | -                            |
| 103.                                 | 11 juni 2019                 | België – Schotland             | 3 – 0                        | Kwalificatie EK 2020                     | -                            |
| 104.                                 | 13 oktober 2019              | Kazachstan – België            | 0 – 2                        | Kwalificatie EK 2020                     | -                            |
| 105.                                 | 16 november 2019             | Rusland – België               | 1 – 4                        | Kwalificatie EK 2020                     | -                            |
| 106.                                 | 5 september 2020             | Denemarken – België            | 0 – 2                        | UEFA Nations League 2020/21              | -                            |
| 107.                                 | 8 september 2020             | België – IJsland               | 5 – 1                        | UEFA Nations League 2020/21              | 13'                          |
| 108.                                 | 11 oktober 2020              | Engeland – België              | 2 – 1                        | UEFA Nations League 2020/21              | -                            |
| 109.                                 | 14 oktober 2020              | IJsland – België               | 1 – 2                        | UEFA Nations League 2020/21              | -                            |
| 110.                                 | 15 november 2020             | België – Engeland              | 2 – 0                        | UEFA Nations League 2020/21              | –                            |
| 111.                                 | 17 juni 2021                 | Denemarken - België            | 1 – 2                        | EK 2020 groepsfase                       | -                            |
| 112.                                 | 21 juni 2021                 | Finland - België               | 0 – 2                        | EK 2020 groepsfase                       | -                            |
| 113.                                 | 27 juni 2021                 | België - Portugal              | 1 – 0                        | EK 2020 achtste finale                   | -                            |
| 114.                                 | 2 juli 2021                  | België - Italië                | 1 – 2                        | EK 2020 kwartfinale                      | -                            |
| 115.                                 | 2 september 2021             | Estland - België               | 2 – 5                        | Kwalificatie WK 2022                     | 64'                          |
| 116.                                 | 5 september 2021             | België − Tsjechië              | 3 – 0                        | Kwalificatie WK 2022                     | -                            |
| 117.                                 | 7 oktober 2021               | België – Frankrijk             | 2 – 3                        | UEFA Nations League 2020/21 halve finale | -                            |
| 118.                                 | 10 oktober 2021              | Italië – België                | 2 – 1                        | UEFA Nations League 2020/21 halve finale | -                            |
| 119.                                 | 13 november 2021             | België - Estland               | 3 – 1                        | Kwalificatie WK 2022                     | -                            |
| 120.                                 | 16 november 2021             | Wales - België                 | 1 – 1                        | Kwalificatie WK 2022                     | -                            |
| 121.                                 | 3 juni 2022                  | België – Nederland             | 1 – 4                        | UEFA Nations League 2022/23              | -                            |
| 122.                                 | 8 juni 2022                  | België – Polen                 | 6 – 1                        | UEFA Nations League 2022/23              | 42'                          |
| 123.                                 | 11 juni 2022                 | Wales - België                 | 1 – 1                        | UEFA Nations League 2022/23              | -                            |
| 124.                                 | 14 juni 2022                 | Polen – België                 | 0 – 1                        | UEFA Nations League 2022/23              | -                            |
| Als speler bij Atlético Madrid       |                              |                                |                              |                                          |                              |
| 125.                                 | 22 september 2022            | België – Wales                 | 2 – 1                        | UEFA Nations League 2022/23              | -                            |
| 126.                                 | 25 september 2022            | Nederland – België             | 1 – 0                        | UEFA Nations League 2022/23              | -                            |
| 127.                                 | 18 november 2022             | België – Egypte                | 1 – 2                        | Vriendschappelijk                        | -                            |
| 128.                                 | 23 november 2022             | België – Canada                | 1 – 0                        | WK 2022 groepsfase                       | -                            |
| 129.                                 | 27 november 2022             | België – Marokko               | 0 – 2                        | WK 2022 groepsfase                       | -                            |
| 130.                                 | 1 december 2022              | Kroatië – België               | 0 – 0                        | WK 2022 groepsfase                       | -                            |
| 131.                                 | 5 juni 2024                  | België – Montenegro            | 2 – 0                        | Vriendschappelijk                        | -                            |
| 132.                                 | 8 juni 2024                  | België – Luxemburg             | 3 – 0                        | Vriendschappelijk                        | -                            |
| Totaal                               | Totaal                       | Totaal                         | Totaal                       | Totaal                                   | 12                           |

Bijgewerkt t/m 8 juni 2024

## Trivia
- Zijn voornaam is afkomstig van het filmpersonage Axel Foley, gespeeld door Eddie Murphy. Het is de protagonist uit de Beverly Hills Cop-films.[79]
- Als Witsel scoort, vormt hij regelmatig met beide handen de letter 'W', verwijzend naar zijn familienaam. Deze handbeweging is bovendien ook het symbool van de hiphopformatie Wu-Tang Clan. Volgens Witsel zelf staat het symbool voor een vliegende vogel.[79]

## Palmares
| Competitie            |               |                  |               |               |
| Competitie            | Aantal        | Jaren            |               |               |
| Standard Luik         | Standard Luik | Standard Luik    | Standard Luik | Standard Luik |
| --------------------- | ------------- | ---------------- | ------------- | ------------- |
| Eerste klasse         | 2x            | 2007/08, 2008/09 |               |               |
| Beker van België      | 1x            | 2010/11          |               |               |
| Belgische Supercup    | 2x            | 2008, 2009       |               |               |
| SL Benfica            |               |                  |               |               |
| Taça da Liga          | 1x            | 2011/12          |               |               |
| Zenit Sint-Petersburg |               |                  |               |               |
| Premjer-Liga          | 1x            | 2014/15          |               |               |
| Beker van Rusland     | 1x            | 2015/16          |               |               |
| Borussia Dortmund     |               |                  |               |               |
| DFB-Pokal             | 1x            | 2020/21          |               |               |
| DFL-Supercup          | 1x            | 2019             |               |               |

| Competitie                  | Winnaar | Winnaar | Runner-up | Runner-up | Derde  | Derde  |
| Competitie                  | Aantal  | Jaren   | Aantal    | Jaren     | Aantal | Jaren  |
| België                      | België  | België  | België    | België    | België | België |
| --------------------------- | ------- | ------- | --------- | --------- | ------ | ------ |
| Wereldkampioenschap voetbal |         |         |           |           | 1x     | 2018   |

| Individueel                       |    |      |
| Jonge Profvoetballer van het Jaar | 1x | 2008 |
| Gouden Schoen                     | 1x | 2008 |